# زقزاق جبلي
زقزاق جبلي (الاسم العلمي: Charadrius montanus) هو نوع من الطيور يتبع جنس الزقزاق من فصيلة الزقزاقية.